# 우리금융그룹
우리금융그룹(영어: Woori Financial Group)은 대한민국의 금융그룹이다.

## 역사
2001년 공적자금이 투입된 금융사들을 한꺼번에 관리하기 위해 한빛은행, 광주은행, 경남은행, 하나로종합금융 등을 자회사로 하는 우리금융지주가 설립되었다. 2002년 한빛은행에서 우리은행으로 행명을 변경하였다.
2010년 1차 민영화를 추진하였으나, 유력 후보였던 하나금융그룹의 한국외환은행(현 하나은행) 인수로 실패했다. 2011년에 2차 민영화를 추진하였지만, 유력 후보였던 KDB금융그룹의 특혜 시비로 실패하였다. 2012년 3차 민영화를 추진하였지만 유력 후보였던 KB금융그룹의 입찰 불참으로 실패하였다. 결국 2014년 4차 민영화 과정에서 우리금융그룹은 해체되어 우리금융지주가 우리은행에 흡수합병되었으나, 2019년 1월 우리은행의 지주회사 전환에 의한 우리금융지주의 부활로 우리금융그룹이 재출범하였다.

## 역대 회장
- 제1대 윤병철 (2001년 ~ 2004년)
- 제2대 황영기 (2004년 ~ 2007년)
- 제3대 박병원 (2007년 ~ 2008년)
- 제4대 이팔성 (2008년 ~ 2013년)
- 제5대 이순우 (2013년 ~ 2014년)
- 제6대 손태승 (2019년 ~ 2023년)
- 제7대 임종룡 (2023년 ~ 현재)

## 같이 보기
- KB금융그룹
- 신한금융지주
- 하나금융그룹
- NH농협금융지주